# Distrikt Limatambo

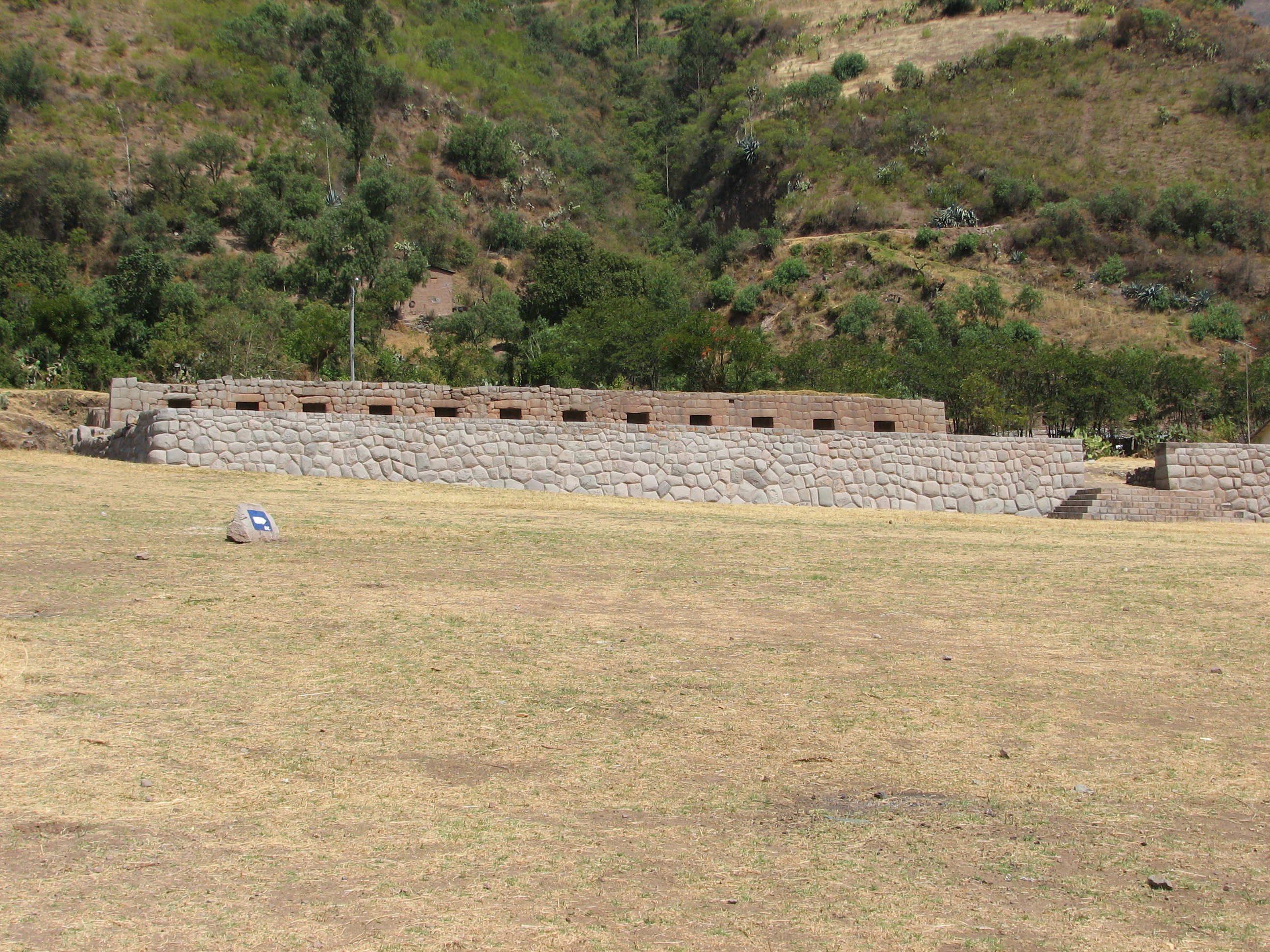
Archäologischer Fundplatz Tarahuasi

Der Distrikt Limatambo liegt in der Provinz Anta in der Region Cusco in Südzentral-Peru. Der Distrikt wurde am 21. Juni 1825 gegründet. Er hat eine Fläche von 506 km². Beim Zensus 2017 wurden 7255 Einwohner gezählt. Im Jahr 1993 lag die Einwohnerzahl bei 8413, im Jahr 2007 bei 9076. Sitz der Distriktverwaltung ist die auf einer Höhe von 2577 m gelegene Kleinstadt Limatambo mit 1562 Einwohnern (Stand 2017). Limatambo liegt 32 km westlich der Provinzhauptstadt Anta sowie 50 km westlich der Regionshauptstadt Cusco. 1,5 km nordöstlich von Limatambo liegt der archäologische Fundplatz Tarahuasi.

## Geographische Lage
Der Distrikt Limatambo liegt in Anden im Westen der Provinz Anta. Im Norden erhebt sich die Cordillera Vilcabamba mit dem 6264 m hohen Salcantay. Der Río Apurímac bildet die südliche Distriktgrenze.
Der Distrikt Limatambo grenzt im Westen an den Distrikt Mollepata, im Norden an den Distrikt Ollantaytambo (Provinz Urubamba), im Nordosten an den Distrikt Huarocondo, im Osten an den Distrikt Ancahuasi, im Südosten an den Distrikt Chinchaypujio sowie im Süden an den Distrikt Curahuasi (Provinz Abancay, Region Apurímac).